# High and Low Highlaws
High and Low Highlaws var en civil parish 1866–1955 när det uppgick i Hebron, i grevskapet Northumberland i England. Civil parish var belägen 4 km från Morpeth och hade 497 invånare år 1951.